# Archipiélago Alexander
El archipiélago Alexander (en inglés, Alexander Archipelago) es un grupo de islas costeras situadas a lo largo de la costa noroccidental de América del Norte y de la parte Sudeste de Alaska que se ubican cerca de Juneau la actual capital del estado. Está bordeado por el océano Pacífico del Norte y comprende aproximadamente unas 1,100 islas, que son las cimas de las montañas sumergidas costeras que se elevan abruptamente desde el océano. Administrativamente, el archipiélago pertenece íntegramente al estado de Alaska de los Estados Unidos.

## Geografía
Las islas están separadas del continente y entre ellas por canales profundos y estrechos, por alguno de los cuales discurre una conocida ruta marítima que busca la protección del océano abierto, el Pasaje Interior (Inside Passage). Es una zona bastante peligrosa para la navegación, tanto por el mal tiempo derivado de las altas latitudes como por la amplitud de las mareas en la región.
Las islas se extienden al sur de la bahía Glaciar y son de formas muy irregulares, con costas escarpadas y tienen una abundancia de vida silvestre y mucha vegetación, compuesta de densos bosques lluviosos templados. Las islas principales son:
- isla del Príncipe de Gales, con 6 675 km² y una población aproximada de 6 000 personas;
- isla de Chichagof, con 5 305,9 km² y una población den el año 2000 de 1.342 personas;
- isla del Almirantazgo, con 4 264,1 km² y una población de 650 personas;
- isla de Baranof o isla de Sitka, con 4 162 km² y una población de 8 532 personas;
- isla de Kupreanof, con 2 802 km² y una población de 785 personas;
- isla de Revillagigedo, con 2.755 km² y una población de 13 950 personas;
- isla Kuiu, con 1 962 km² y una población de 10 personas;
- isla Etolin, con 878 km² y una población de 15 personas;
- isla de Dall, con 657 km² y una población de 20 personas;
- isla de Mitkof, con 546 km² y una población de 3 364 personas;
- isla de Wrangell, con 544 km² y una población de 2 401 personas;

Los asentamientos más importantes son Sitka (más de 8.000 habitantes en 2000), en la isla de Baranof, y Ketchikan (8.044 habitantes en 2004), en Revillagigedo. Hoy en día, las principales actividades son el turismo, la pesca y la silvicultura.
El gran número de islas que forman el archipiélago, explica por qué una región de menos de 500 km de largo tiene casi 29 000 km de costa, más de 10 000 estuarios y 22 128 kilómetros de vías navegables.

## Historia
Los españoles fueron los primeros europeos en descubrirlas y llegaron hasta Alaska en sus expediciones.Las islas fueron ocupados por los nativos americanos tlingit y kaigani haida. Los tsimshianos llegaron a la isla Annette a finales del siglo XIX. Las islas quedaron bajo control estadounidense en 1867, con la compra de Alaska por Washington.
Según el Dictionary of Alaska Place Names (Diccionario de nombres de Alaska) de Donald Orth (p. 64), el archipiélago Alexander recibió su nombre del «U.S. Coast and Geodetic Survey» en 1867. La cadena de islas se llama así por el zar Alejandro II de Rusia quien es el que vendió Alaska a los Estados Unidos (no confundir con Aleksandr Baránov, que fue director de la Compañía Ruso-americana, una próspera empresa rusa del comercio de pieles de principios del siglo XIX y al que se honra con la isla de Baranof).
En un mapa de la América rusa (Alaska) de 1860 el grupo de islas se llama el Archipiélago del rey George III.